# Stéphane Dafflon
 (janvier 2008).
Stéphane Dafflon, né en 1972 à Neyruz, est un artiste suisse. Il vit et travaille à Genève.

## Formation
- 1995-1999, école cantonale d'art de Lausanne[2]

## Expositions personnelles (sélection)
- 2018 : U+25A6, Le Plateau, Frac Île-de-France, Paris[1]
- 2018 : 20°, Parra&Romero, Madrid
- 2012 : Swing, Air de Paris, Paris
- 2007 : Cocktail, galerie Jan Winkelmann, Berlin
- 2007 : Statik Dancin' , Frac Aquitaine, Bordeaux
- 2006 : PM045, Frac des Pays de la Loire, Carquefou
- 2005 : Instant Pleasure, galerie Francesca Pia, Berne
- 2005 : Silent Gliss, Circuit, Lausanne
- 2005 : S. Dafflon, galerie Jan Winkelmann, Berlin
- 2005 : S. Dafflon, galerie Georges Verney-Carron, Villeurbanne
- 2004 : Pattern Recognition, Le Spot, Le Havre
- 2004 : Step-By-Step, Le Quai, Ecole Supérieure d’Art Visuel, Mulhouse
- 2004 : ED002, Jan Winkelmann / Dusseldorf, Berlin
- 2004 : Something More Abstract, Air de Paris, Paris
- 2003 : Dreams Never End, Overgaden, Institute of Contemporary Art, Copenhague
- 2003 : No Alvo, galeria Graça Brandào, Porto
- 2002 : Wall Walk, Mamco, Genève
- 2002 : Silent Gliss, La Synagogue de Delme, Delme
- 2002 : Stéphane Dafflon, (avec Peter Kogler et Francis Baudevin , Villa Arson, Nice
- 2002 : Welcome 2, galerie Taché-Lévy, Bruxelles
- 2001 : Highway, CAN, Neuchâtel
- 2001 : Artistes Fribourgeois, Fri-art, Fribourg
- 2000 : 4, le Hall, Ecole Nationale des Beaux Arts de Lyon, Lyon
- 2000 : Fiac 2000, Air de Paris, Paris
- 2000 : Intermezzino Pop, Francis Baudevin /Stéphane Dafflon, Glassbox, Paris -F, (cur. Julien Fronsacq)
- 2000 : Airless, Air de Paris, Paris
- 1999 : Beyond the Pleasure Principle, Forde, Genève

## Prix
- Swiss Art Awards, Office Federal de Culture, Berne, 1999
- Prix de la Fondation Leenaards, 1999
- Prix de la Fondation Irène Reymond, Lausanne, 2001
- Stiftung für die graphische Kunst in der Schweiz, 2012